# محمودآباد (سقز)
محمودآباد (سقز)، روستایی از توابع در بیست کیلومتری شهرستان سقز بخش زیویه شهرستان سقز در استان کردستان ایران است.

## جمعیت
این روستا در دهستان صاحب قرار دارد و براساس سرشماری مرکز آمار ایران در سال ۱۳۸۵، جمعیت آن ۶۰ نفر (۱۱خانوار) بوده‌است.